# Musikjahr 1632
Liste der Musikjahre

◄◄ | ◄ | 1628 | 1629 | 1630 | 1631 | Musikjahr 1632 | 1633 | 1634 | 1635 | 1636 | ► | ►►

Weitere Ereignisse
Dieser Artikel behandelt das Musikjahr 1632.

## Ereignisse
- Eröffnung des Teatro delle Quattro Fontane in Rom durch die Familie Barberini.
- Die Oper Il Sant’Alessio von Stefano Landi (Musik) mit einem Libretto von Giulio Rospigliosi wird wahrscheinlich im Februar 1632 im Teatro Barberini in Rom uraufgeführt.
- Antonio Maria Abbatini erhält 1632 den Titel eines Kapellmeisters am Dom von Orvieto.
- William Child wird Master of the Choristers an der St George’s Chapel in Windsor.
- Juan Bautista Comes hat von 1629 bis 1632 in seiner Heimatstadt Valencia die Leitung des Real Colegio del Corpus Christi inne.
- Christian Erbach muss seinen Sitz im Großen Rat der Stadt räumen, als schwedische Truppen im Zuge des Dreißigjährigen Kriegs im Jahr 1632 Augsburg besetzen.
- Der evangelische Pfarrer und Dichter Georg Weissel verfasst anlässlich der Einweihung der Altrossgärtner Kirche in Königsberg das Gedicht Macht hoch die Tür, heute eines der bekanntesten ökumenischen Adventlieder.

## Instrumental- und Vokalmusik (Auswahl)
- Melchior Franck
  - Lobgesang zu vier Stimmen, Coburg: Johann Forckel (festliche Motette)
  - Christliche Dancksagung zu unserm Neugebornen Jesulein zu sieben und acht Stimmen, Coburg: Johann Forckel (drei Weihnachtsmotetten)
- Claudio Monteverdi – zweites Buch der Scherzi musicali, Venedig: Bartolomeo Magni (Sammlung von Arien und Madrigalen)
- Giovanni Palazzotto e Tagliavia – erstes Buch der Messe brevi concertate a otto voci, op. 10
- Walter Porter – Madrigales and Ayres

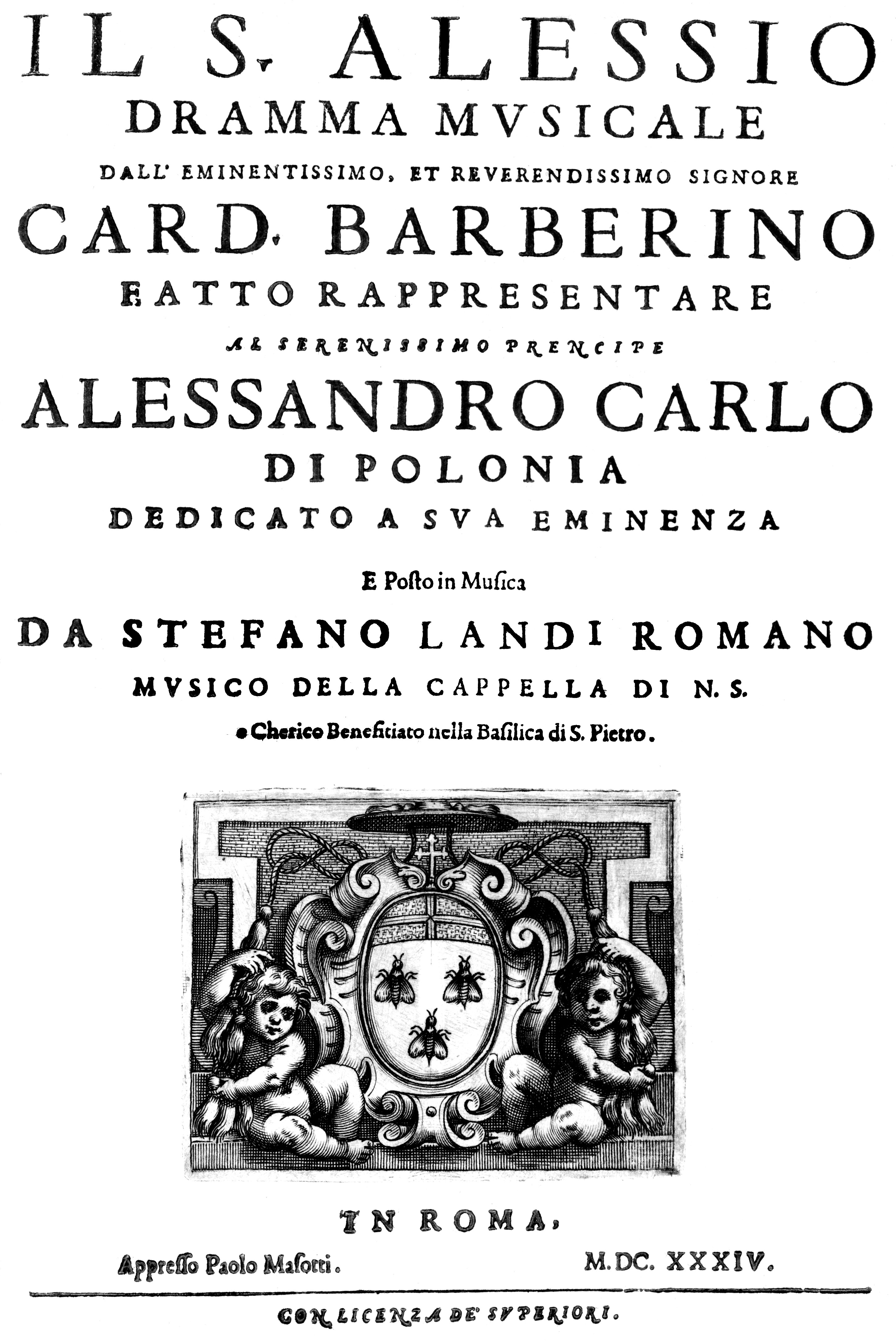
Stefano Landi – Il Sant’Alessio – Titelseite der Partitur – Rom 1634

## Musiktheater
- Stefano Landi – Il Sant’Alessio

## Geboren
- 18. Februar: Giovanni Battista Vitali, italienischer Violinist, Sänger und Komponist († 1692)
- 02. April (getauft): Georg Caspar Wecker, deutscher Komponist († 1695)
- 15. November: Johann Heinrich Mundt, tschechischer Orgelbauer deutscher Herkunft († 1691)
- 28. November: Jean-Baptiste Lully, französischer Komponist italienischer Abstammung († 1687)

## Gestorben

### Todesdatum gesichert
- 03. August: Josua Stegmann, deutscher Theologe und Kirchenliederdichter (* 1588)
- 04. September (bestattet): Wolf Jacob Herold, deutscher Geschütz-, Stück- und Glockengießer (* 1593)
- 17. Oktober (bestattet): Georg Herold, deutscher Rotschmied, Stück- und Glockengießer (* 1590)
- 11. November: Georg Engelmann, deutscher Organist und Komponist (* um 1575)
- 12. Dezember: Zachäus Faber der Jüngere, deutscher lutherischer Geistlicher und Kirchenlieddichter (* 1583)
- 20. Dezember: Melchior Borchgrevinck, dänischer Komponist und Hofkapellmeister (* um 1570)

### Genaues Todesdatum unbekannt
- C. Crassini, italienischer Komponist (* 1561)
- Leandro Gallerano, italienischer Organist, Kapellmeister und Komponist (* um 1580)
- Giovanni Paolo Maggini, italienischer Geigenbauer (* 1580)
- Wolfgang Neidhardt, deutscher Bronzegießer, Glocken- und Stückgießer (* 1575)

### Gestorben nach 1632
- Maternus Beringer, deutscher Kantor und Musiktheoretiker (* 1580)